# ウェン・スペンサー
ウェン・スペンサー（Wen Spencer、 1963年 - ）は、アメリカ合衆国の女流小説家、SF作家、ファンタジー作家。
2001年に刊行された「ユカイア・オレゴン」シリーズの第一作 『エイリアン・テイスト』にてデビュー。この 『エイリアン・テイスト』は第一長編を対象としたコンプトン・クルーク賞を受賞。更にはローカス賞の第一長編部門の候補にもあがっていた。また、2003年にはジョン・W・キャンベル新人賞を受賞している。
ペンシルベニア州生まれ。ピッツバーグ大学で情報科学を専攻し、さまざまな仕事に就きながら作家を目指した。長年ピッツバーグに住んでいたが、夫（献辞に登場するドン・コサック）の転勤によりボストンに移転。日本の漫画やアニメのファン。

## 作品リスト

### ティンカーシリーズ
- ティンカー - ハヤカワ文庫SF（早川書房、赤尾秀子訳、2006年）
  - 2003年、サファイア賞受賞

### ユカイア・オレゴンシリーズ
- エイリアン・テイスト - ハヤカワ文庫SF（早川書房、赤尾秀子訳、2008年）

### その他
- ようこそ女たちの王国へ - ハヤカワ文庫SF（早川書房、赤尾秀子訳、2007年）